# Casa Senyorial de Liepa
La Casa Senyorial de Liepa (en letó: Liepas muiža; en alemany:Lindenhof) també coneguda com a Casa Senyorial de Kocēni és una mansió a la regió històrica de Vidzeme, al Municipi de Priekuļi del nord de Letònia.
La finca va ser fundada el 1672. La casa senyorial actual va ser construïda durant el segle xix. L'últim propietari de 1919 va ser Charlotte von Woolf. Des de 1919 a 1970 va allotjar l'escola primària Liepa.